# 新天竜川橋
新天竜川橋（しんてんりゅうがわばし）は、静岡県磐田市と同県浜松市間に流れる天竜川を渡る国道1号の道路橋梁。天竜川に架かる橋としては、最下流から6番目の位置にある。
すぐ下流側にある天竜川橋（現在の静岡県道261号磐田細江線の橋梁）は、旧国道1号のものであり、国道1号の路線変更に伴う形で新天竜川橋が建設された。
1995年（平成7年）より、従来の片側2車線の計4車線道路から片側4車線の計8車線道路への拡幅工事（新天拡幅）を行い、2008年（平成20年）3月24日に8車線での供用を開始した。

## 概要
- 橋長：912 m
- 路線名：国道1号（浜松バイパス）
- 車線数：4車線（2期橋を含めると合計8車線となる）

## 新天拡幅
国道1号の新天竜川橋付近は近隣の地域でも屈指の渋滞ポイントであり、渋滞が慢性的に発生し、問題となっていた。また、新天竜川橋には歩道（自転車歩行者道）が無かったため、天竜川を横断するためには路側帯を通行するしかなく、非常に危険な状態であった。この2点の解消を主な目的として、新天竜川橋の拡幅工事が1995年（平成7年）に開始された。総事業費は約460億円。なお、新天拡幅は新天竜川橋のみの拡幅工事を指すわけではなく、これを含めた北島交差点までの拡幅工事のことを指す。
最終的には、新しく建設された2期橋（下り橋）と合わせて合計8車線の道路となり、従来橋は磐田方面へ向かう車両のみ通行する4車線道路（橋）となる。なお、2006年（平成18年）10月8日の2期橋の供用以降、2008年（平成20年）2月18日まで従来の新天竜川橋はリフレッシュ工事のために閉鎖された。

## 歴史
- 1965年（昭和40年）8月 - 完成。
- 1974年（昭和48年）4月 - 2車線から4車線へ拡幅。
- 2006年（平成18年）10月8日 - 2期橋供用開始、下りが路線変更により閉鎖。
- 2006年（平成18年）11月12日 - 午前5時より上りが2期橋へ路線変更。以降1期橋は耐震補強工事と改修工事のため閉鎖。
- 2008年（平成20年）2月18日 - 午前5時より上り2車線のみで再開通（工事は4車線供用開始まで継続）。
- 2008年（平成20年）3月24日 - 午前3時より上り専用として4車線供用開始。